# Giura, Mehedinți
Giura este un sat în comuna Bâcleș din județul Mehedinți, Oltenia, România.